# Anita Among
Anita Among   (Uganda i Bukedea District, 23 de novembre de 1973) és una comptable, advocada i política ugandesa, vicepresidenta de l'11è Parlament d'Uganda (2021-2026). També és membre electa del parlament per a la circumscripció de dones del districte de Bukedea, el mateix càrrec que va ocupar al 10è parlament (2016-2021). Va formar part del partit FDc abans d'unir-se al moviment governant on va ser votada com a vicepresidenta de l'11è parlament.

## Biografia
Nascuda al districte de Bukedea el 23 de novembre de 1973. Va anar a escoles locals per a la seva educació primària i secundària. Es va graduar amb una llicenciatura en Administració d'Empreses, a la Universitat de Makerere, el 2005. El 2008, va obtenir un màster en administració d'empreses, també per la Universitat de Makerere.
El 2018, Among es va graduar a la Universitat Internacional de Kampala, amb una llicenciatura en dret. En aquell moment estava en procés d'aconseguir la qualificació com a Chartered Certified Accountant.

## Carrera abans de la política
Des del 1998 fins al 2006, Anita Among va treballar a Centenary Bank, un dels grans bancs comercials del país. Quan va marxar, l'any 2006, havia arribat al rang de directora d'oficina. Durant els deu anys anteriors a la seva elecció al parlament, va fer de professora de comptabilitat a la Universitat Internacional de Kampala.

## Carrera política
Durant dos cicles d'eleccions parlamentàries el 2007, quan es va crear el districte de Bukedea, i el 2011, Among va perdre l'escó de representant de la dona del districte davant Rose Akol del partit polític Moviment de Resistència Nacional.
Among, del partit polític de l'oposició Fòrum per al Canvi Democràtic, es va presentar el 2016 com a candidata independent. Va guanyar i és la diputada en funcions.
El 2020, es va unir al Moviment de resistència nacional (NRM) després de caure amb el seu partit FDC i va guanyar les primàries del partit. A les eleccions generals de 2021, Among va ser un dels pocs legisladors que va ser elegida sense oposició per unir-se a l'11è parlament, tot i que la seva victòria va ser controvertida perquè la comissió electoral va bloquejar la nominació a alguns dels seus competidors.
Among va declarar la seva candidatura per a la vicepresidència de l'11è parlament d'Uganda
Al 10è Parlament, Anita Among és vicepresidenta del Comitè de Comissions, Autoritats Estatutàries i Empreses Estatals (COSASE).

## Vida personal
Anita Among no està casada, però té un fill amb un dels funcionaris del FDC de Forum For Democratic Change a l'oest d'Uganda, Patrick Baguma Atenyi